# Alvar Hägglund
Alvar Hägglund est un fondeur suédois né le 13 mai 1913 et mort le 21 octobre 1996.

## Championnats du monde
- Championnats du monde de ski nordique 1939 à Zakopane 
  -  Médaille d'argent en relais 4 × 10 km.